# Rodriguezia venusta
Rodriguezia venusta là một loài lan ở Brasil đến Ecuador.

## Hình ảnh

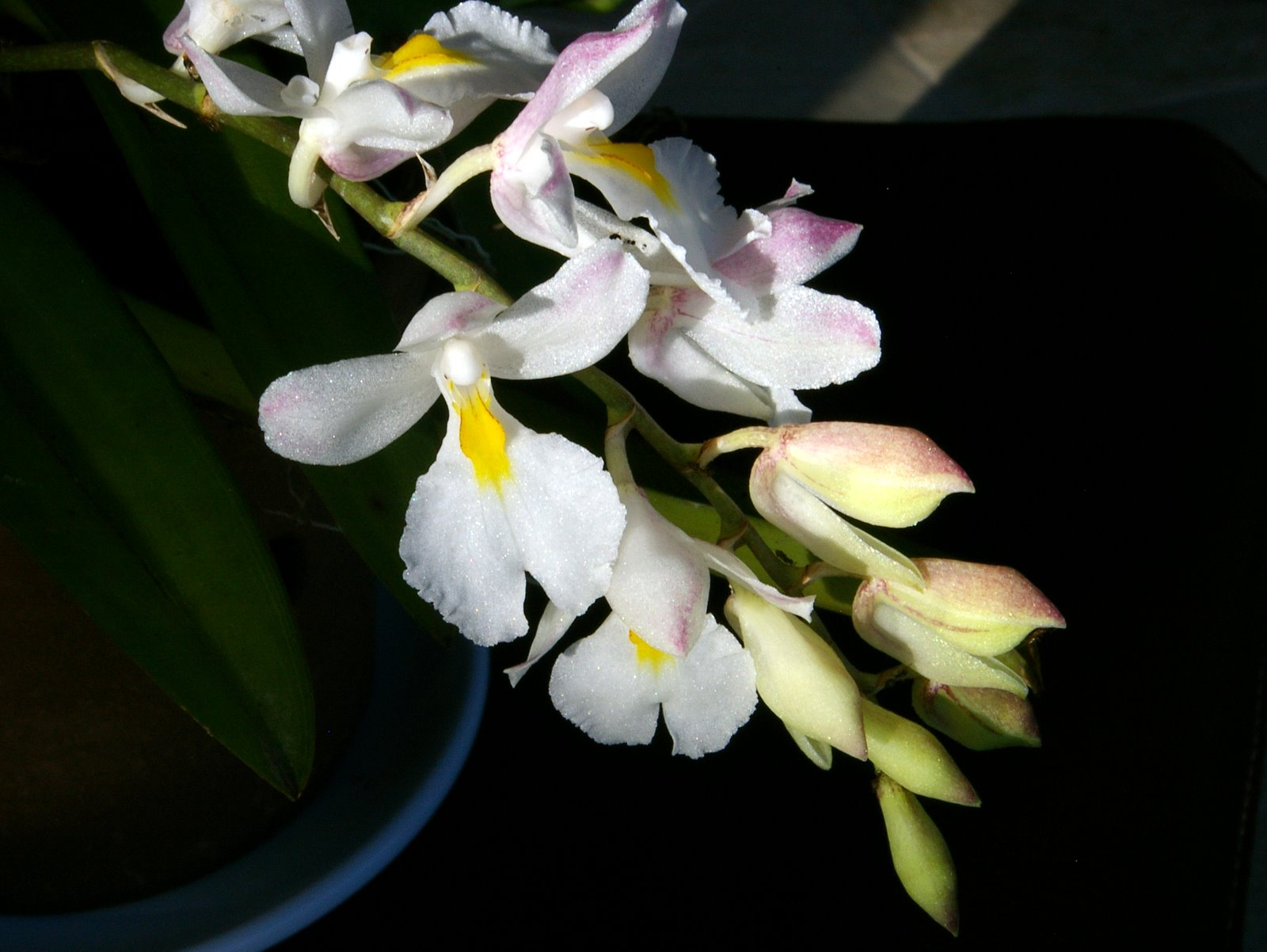
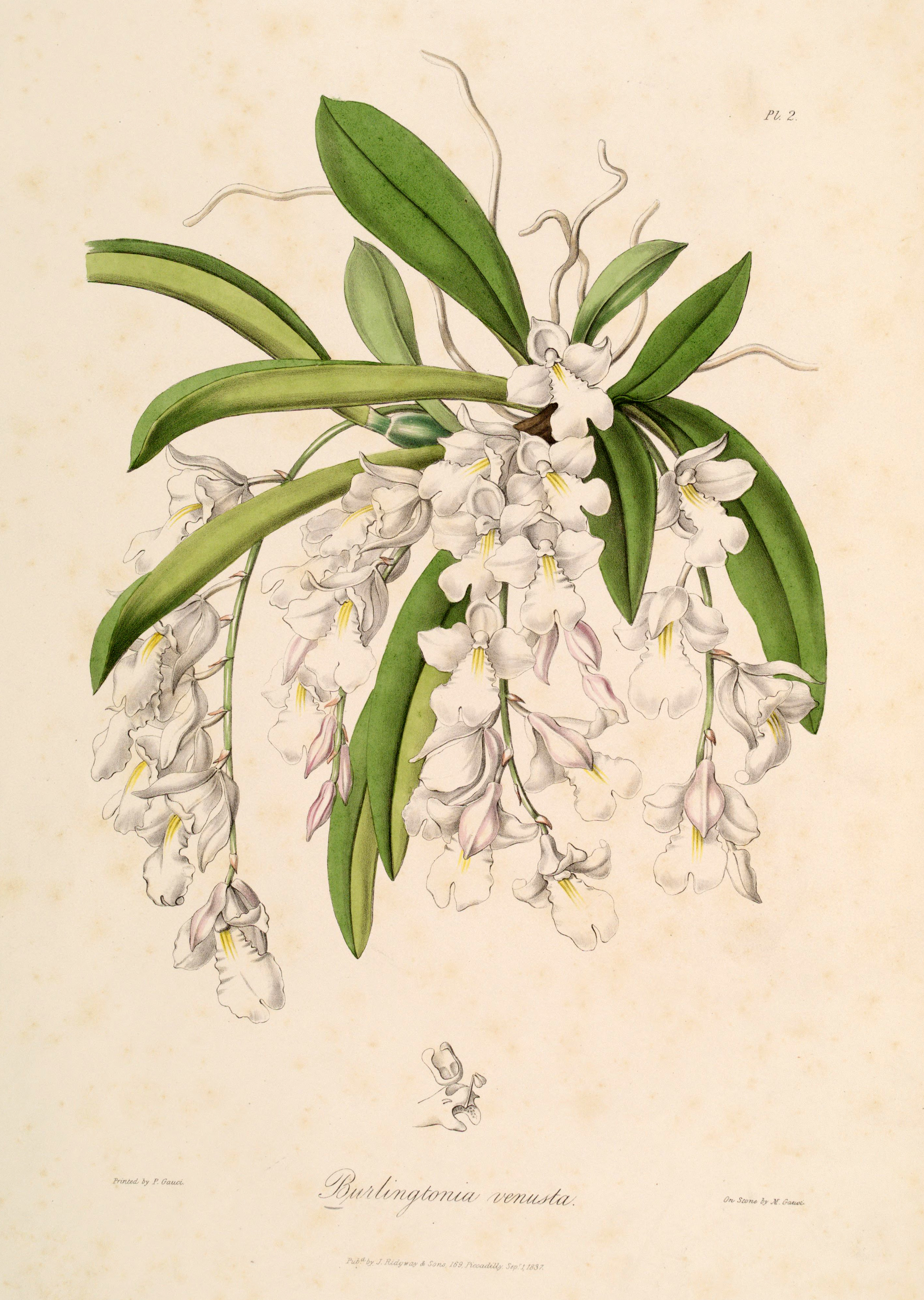